# Quercus chevalieri
Quercus chevalieri és una espècie de roure que pertany a la família de les fagàcies i està dins del subgènere Cyclobalanopsis, del gènere Quercus.

## Descripció
Quercus chevalieri és un arbre de fins a 20 m d'alçada. Les branques són esveltes i solcades, amb una capa cerosa blanquinosa al segon any. El pecíol 5-8 (-12) mm; el limbe de la fulla és verda, el·líptica, obovada-el·líptica, o lanceolat, 6-11 × 2-4 cm, subcoriaci, puberulent o glabre quan és jove, base cuneada, marge sencer per remodelar de forma remota i serrular apicalment, caudat àpex; nervi central impressionat adaxialment; venes secundàries 8-11 en cada costat del nervi central, primes, evidents. Les seves infructescències de 2-4 cm, amb 2-5 fruits. La cúpula és cupular, de 0,5-1,2 × 0,8-1,8 cm, que tanca 1/3-1/2 glans, el seu exterior és glabre, i el seu interior és marró sedós, paret de menys d'1 mm de gruix; bràctees en 5-7 (-9) anells amb marges dentats. Les glans són ovoides a oblongoel·lipsoides, 1-1,5 (-2) × 0,6-0,8 (-1,5) cm, glabres; cicatriu d'uns 5 mm de diàmetre, plana. Les glans fructifiquen al desembre.
Alguns autors han aplicat malament aquest nom a una altra planta, Cyclobalanopsis augustinii var. nigrinux (H.H. Hu) M. Deng & Z.K. Zhou.

## Distribució i hàbitat
Quercus chevalieri creix al sud de la Xina, a les províncies de Guangdong, Guangxi i Yunnan i al Vietnam, als boscos mixtos perennifolis mesofítics de fulla ampla, entre els 600 i 1500 m.

## Taxonomia
Quercus chevalieri va ser descrita per Hickel i A.Camus i publicat a Annales des Sciences Naturelles; Botanique sér. 10 3(5–6): 380–382, f. 1: 1–3. 1921.
Etimologia
Quercus: nom genèric del llatí que designava igualment al roure i a l'alzina.
chevalieri: epítet atorgat pel botànic francès Auguste Jean Baptiste Chevalier.